# إيفان بلفيوري
إيفان بلفيوري هو لاعب كرة قدم كندي في مركز الدفاع، ولد في 4 سبتمبر 1960 في فانكوفر في كندا. شارك مع منتخب كندا تحت 20 سنة لكرة القدم ومنتخب كندا تحت 23 سنة لكرة القدم. أما مع النوادي، فقد لعب مع تلسا رافنكس وشيكاغو ستينغ وفانكوفر وايتكابس.